# سفارة اليابان في لندن العاصمة

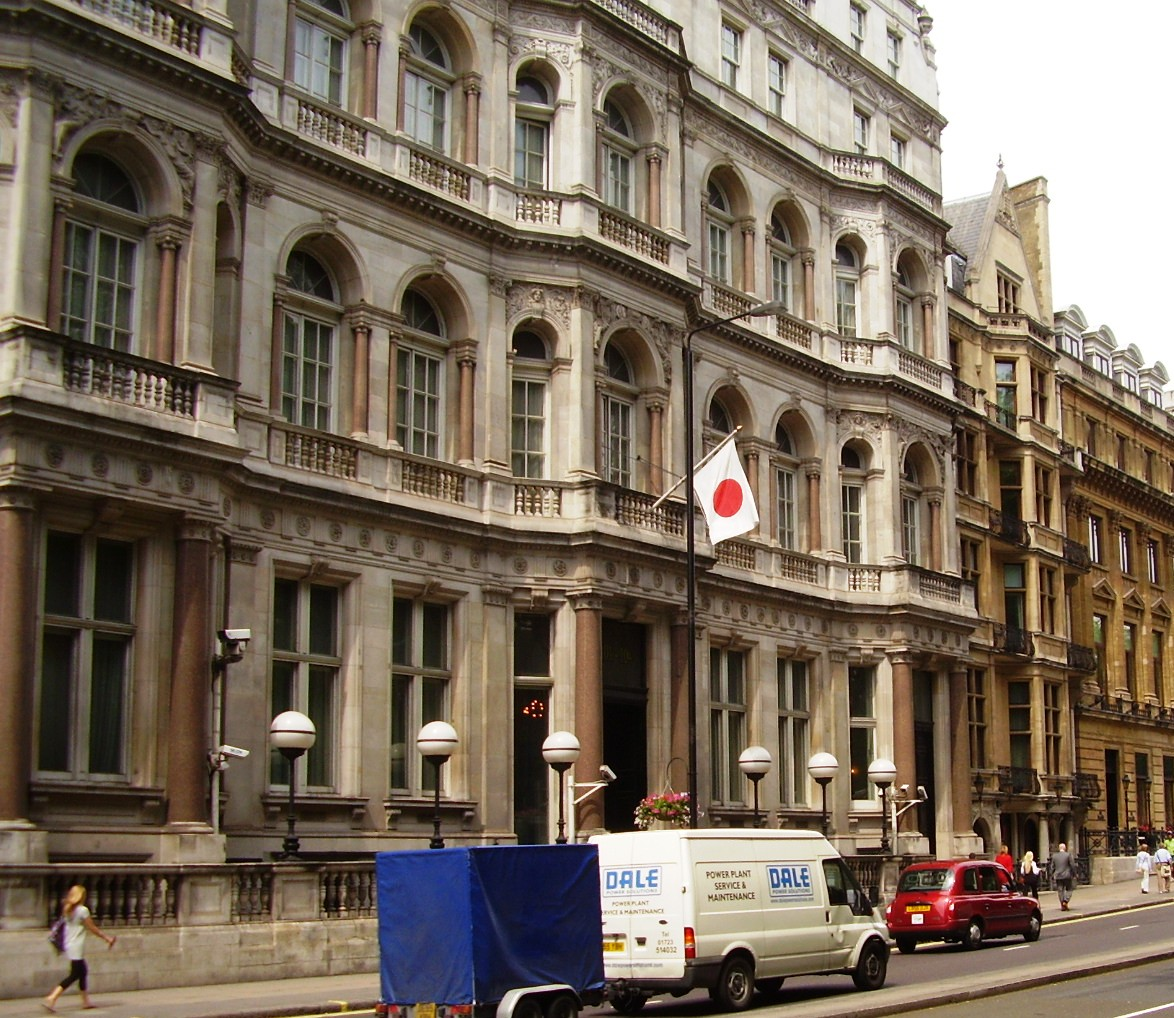
مبنى السفارة اليابانية بالعاصمة البريطانية لندن.

السفارة اليابانية في العاصمة البريطانية لندن (بالإنجليزية: Embassy of Japan)‏ (باليابانية:在英国日本国大使館) ، هي السفارة الرسمية لليابان في العاصمة البريطانية لندن ، تقع السفارة اليابانية في غرين بارك ، ومبنى السفارة اليابانية موجودة ومزينة بالطابع الجورجي.

## السفير
السفير الياباني الحالي كييشي هاياشي ، والذي عين بتاريخ 11 يناير 2011م.

## وصلات خارجية
- الموقع الرسمي